# Grote rode vlek

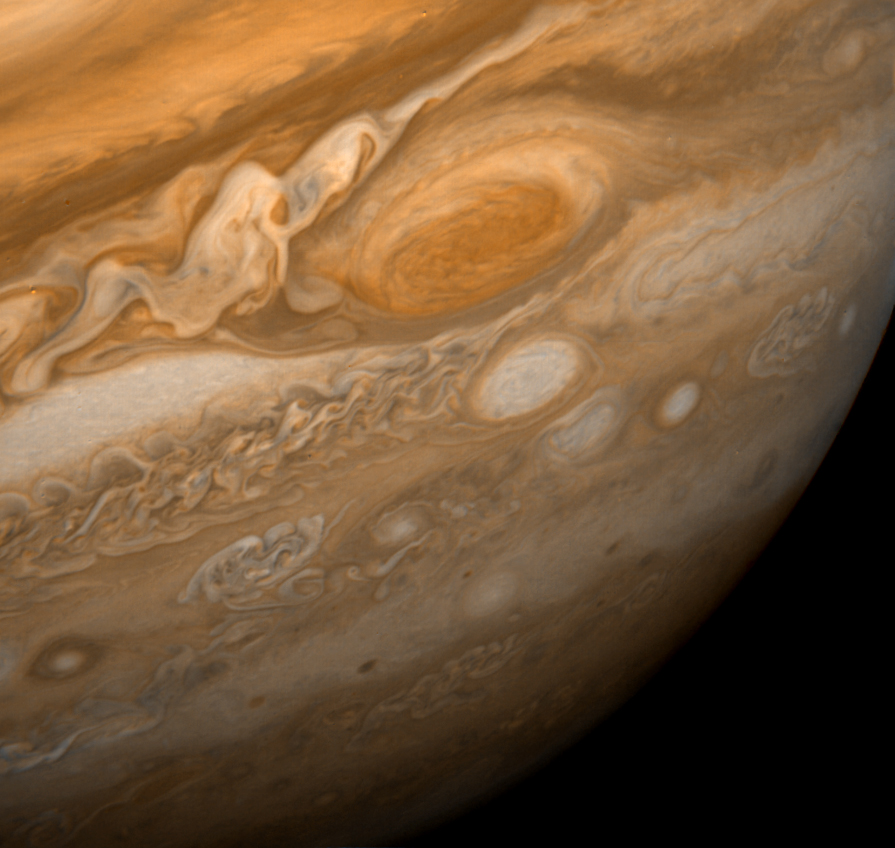
De grote rode vlek gezien door Voyager 1

De grote rode vlek is een anticycloon op de planeet Jupiter, 22° ten zuiden van de evenaar. De storm is groot genoeg om zichtbaar te zijn met telescopen vanaf de aarde. De vlek is het eerst waargenomen door Cassini of door Hooke rond het jaar 1665. De waarnemingen stopten in 1713 maar keerden terug in 1831. Mogelijk ging het daarbij om een andere rode vlek, die nu wel bijna tweehonderd jaar wordt gezien.
Deze foto van de grote rode vlek en de directe omgeving werd gemaakt door het ruimtevaartuig Voyager 1 op 15 februari 1979, toen het 9,2 miljoen kilometer van Jupiter verwijderd was. Op de foto zijn details zichtbaar van de wolken met een doorsnede van ongeveer 160 kilometer. Het kleurige, golvende patroon links van de rode vlek is een erg complexe en variabele golvende beweging. Om een idee te geven van de schaal van Jupiter, de witte ovale storm direct onder de grote rode vlek is ongeveer net zo groot als de Aarde.
Het ovale object draait tegen de wijzers van de klok in, met een periode van ongeveer 6 dagen. De grote rode vlek meet ongeveer 24–40 000 km × 12–14 000 km. Hij is twee tot drie keer zo groot als de Aarde. De wolkentoppen van de storm zijn ongeveer 8 km hoger dan de omgeving.
Stormen van deze grootte zijn niet ongewoon in de atmosfeer van gasgiganten. De planeet Neptunus heeft bijvoorbeeld de grote donkere vlek. Jupiter heeft ook witte ovalen en bruine ovalen, wat kleinere naamloze stormen zijn. De witte ovalen bevatten over het algemeen koelere wolken in de bovenste lagen van de atmosfeer. Bruine ovalen zijn warmer en bevinden zich op dezelfde hoogte als de meeste wolken. Zulke stormen kunnen uren tot eeuwen duren.
Het is niet bekend wat de rode kleur van de grote rode vlek veroorzaakt. Er zijn wel enkele theorieën, maar er is nog geen duidelijkheid over.
Enkele factoren dragen bij aan de lange levensduur, zoals het feit dat de vlek nooit vaste grond hoeft te passeren en dat de beweging constant wordt aangedreven door de interne hitte van Jupiter. Simulaties suggereren dat de vlek kleinere atmosferische storingen absorbeert.
Aan het begin van 2004 is de vlek ongeveer de helft van de grootte die hij 100 jaar geleden had. Het is niet bekend hoelang de grote rode vlek nog zal voortbestaan, of dat de verkleining een resultaat is van normale schommelingen.
Eind februari 2006 werd een nieuwe rode vlek ontdekt, de zogenoemde Red Spot Jr. Deze vlek is ontstaan door versmelting van drie al aanwezige ovale witte vlekken tussen 1998 en 2000. Hij steekt net als de grote rode vlek uit boven het bovenste wolkendek. Bij de vorming deed de vlek dit nog niet en daardoor is hij pas later ontdekt.

## Telescopische waarnemingen van de rode vlek
Om de rode vlek te zien te krijgen is het aan te raden een Cyaanblauw filter op het oculair van de telescoop te bevestigen. Cyaanblauw is het tegengestelde kleur van rood, en bijgevolg zal de rode vlek op Jupiter zich opmerkelijk donker vertonen. Een Cyaanblauw filter is ook toepasbaar tijdens het telescopisch waarnemen van de planeet Mars, waarbij de witte poolkap helder afsteekt tegen de rest van het roodachtig Marsoppervlak.